# Nikolaus Revertera-Salandra
Nikolaus Revertera-Salandra, bis 1918 Nikolaus Graf Revertera von Salandra (* 13. Februar 1866 in Sankt Petersburg; † 22. Mai 1951 in Migliarino  bei Pisa) war ein österreichisch-ungarischer Diplomat vor und während des Ersten Weltkrieges, der bei den Friedenssondierungen Kaiser Karls I. eine bedeutende Rolle spielte.

## Leben
Die katholische, als konservativ geltende Adelsfamilie Revertera-Salandra, ursprünglich aus Katalonien, war 1771 aus dem neapolitanischen Salandra nach Österreich eingewandert.
Nikolaus wurde als Sohn von Graf Friedrich Revertera von Salandra (1827–1904), des damaligen Botschafters in Sankt Petersburg geboren. Er begann ebenfalls eine diplomatische Karriere und heiratete 1891 Olympia Aldobrandini-Borghese (1869–1928). Das Paar erwarb 1894 Schloss Helfenberg in Oberösterreich, das noch heute im Besitz der Familie ist. Der gemeinsame Sohn Peter Revertera-Salandra spielte eine bedeutende Rolle im späteren österreichischen Ständestaat. Nikolaus Revertera war für die Partei der Großgrundbesitzer Mitglied des Landtags in Linz und wurde enger Vertrauter und Berater des späteren Kaisers Karl I.

## Friedenssondierungen im Ersten Weltkrieg
Revertera-Salandra ließ sich als k.u.k. Legationsrat vom diplomatischen Dienst freistellen, wurde aber im Ersten Weltkrieg auf Wunsch Karls reaktiviert und an die Gesandtschaft in Bern entsandt. Am 7., 8. und 22. August 1917 sowie am 1. Februar 1918 wurde Revertera von Außenminister Ottokar Czernin mit Sondierungsgesprächen im Schweizer Freiburg betraut. Verhandlungspartner Reverteras auf Seite der Entente war Graf Abel Armand, Major der Nachrichtenabteilung des französischen Generalstabs. Armand machte unrealistische Zugeständnisse, wie die Angliederung Bayerns, Schlesiens und Polens an die Habsburgermonarchie, um Österreich für einen Separatfrieden zu gewinnen. Das Staatengebilde sollte den Namen „Confédération Danubienne“ unter habsburgischem Szepter führen.
Revertera hatte aber keinen Auftrag über einen Sonderfrieden zu verhandeln, wie ihn die französische Seite anstrebte. Er sah zwar eine Möglichkeit aufgrund der französischen Minimalforderungen, Wiederherstellung Belgiens und Tausch Elsaß-Lothringens gegen wertvolle Kolonialkompensationen, einen ehrenvollen Frieden zu schließen, aber einerseits wären die deutschen Widerstände zu groß gewesen, andererseits war überhaupt nicht klar, ob Armand die Vollmacht gehabt hatte, für die gesamte französische Regierung zu sprechen.
Da die Reichsleitung in Berlin aber zu keinem Zugeständnis bereit war, erhielt Armand nie eine Antwort auf seine Vorschläge.
Schon zuvor hatte Revertera die „Durchschleusung“ von Sixtus Ferdinand von Bourbon-Parma, dem Schwager Kaiser Karls durch die Schweiz, zu Verhandlungen nach Österreich organisiert. Nach dem Bekanntwerden der „Sixtus-Affäre“ musste er deshalb die Schweiz verlassen.
Nach dem Ende des Habsburgerreiches schied Revertera aus dem Staatsdienst aus und folgte Karl ins Exil. Dort verlieh ihm Karl 1919 den Orden vom Goldenen Vlies.